# Kamendaka indefessa
Kamendaka indefessa är en insektsart som beskrevs av Yang och Wu 1993. Kamendaka indefessa ingår i släktet Kamendaka och familjen Derbidae. Inga underarter finns listade i Catalogue of Life.